# Selaginella flexuosa
Selaginella flexuosa är en mosslummerväxtart som beskrevs av Antoine Frédéric Spring. Selaginella flexuosa ingår i släktet mosslumrar, och familjen mosslummerväxter. Inga underarter finns listade i Catalogue of Life.